# پرچم سامی
پرچم سامی پرچم ساپمی و مردم سامی، یکی از گروه‌های بومی کشورهای نوردیک و شبه‌جزیره کولا در فدراسیون روسیه است.

## نخستین پرچم سامی

نخستین پرچم غیررسمی سامی

نخستین پرچم غیررسمی سامی توسط سیاستمدار و فعال سامی Marit Stueng از کاراشجوهکا در سال ۱۹۶۲ طراحی شد و با استفاده از الگوی رنگی آبی، قرمز و زرد که معمولاً در gákti، لباس سنتی سامی استفاده می‌شود، طراحی شد. این طرح به صورت محلی در Kárašjohka به عنوان پرچم و همچنین در نشریاتی مانند Kátalåga 1971 استفاده شد. Kátalåga 1971 در سال ۱۹۷۲ توسط کتابخانه Karasjok برای ادبیات سامی منتشر شد و جلد توسط Nils Viktor Aslaksen طراحی شد. با رشد فعالیت‌های سامی و جنبش ČSV، چندین پیشنهاد برای پرچم سامی ارائه شد، اگرچه هیچ‌کدام تا زمان مناقشه آلتا برجسته نشدند.
در سال ۱۹۷۷، همزمان با افزایش اعتراضات در شهرداری التا بر سر سدی بر روی رودخانه التیلوا، هنرمند سامی، سینوو پرسن از شهرداری پورساگر، آثار هنری "Forslag til Samisk flagg" (طرح طرحی برای یک پرچم سامی) و "سامیلند برای سامی" را ساخت. که از طرحی مشابه پرچم استونگ استفاده کرده بود. پرسن دیگر پرچم‌های نوردیک و طرح‌های سنتی سامی را برای پیشنهاد خود به رسمیت شناخت. با وجود منشأ اولیه پرچم استونگ، کار پرسن مورد توجه قرار گرفت و به نمادی از اعتراضات آلتا تبدیل شد. آثار هنری پرسن در سال ۲۰۱۸ پس از نمایش محلی و بین‌المللی در رسانه‌ها و نمایشگاه‌های متعدد، توسط موزه ملی خریداری شد. معمولاً بدون اشاره به Marit Stueng به عنوان «نخستین پرچم سامی» معرفی می‌شود.

## پرچم دوم سامی

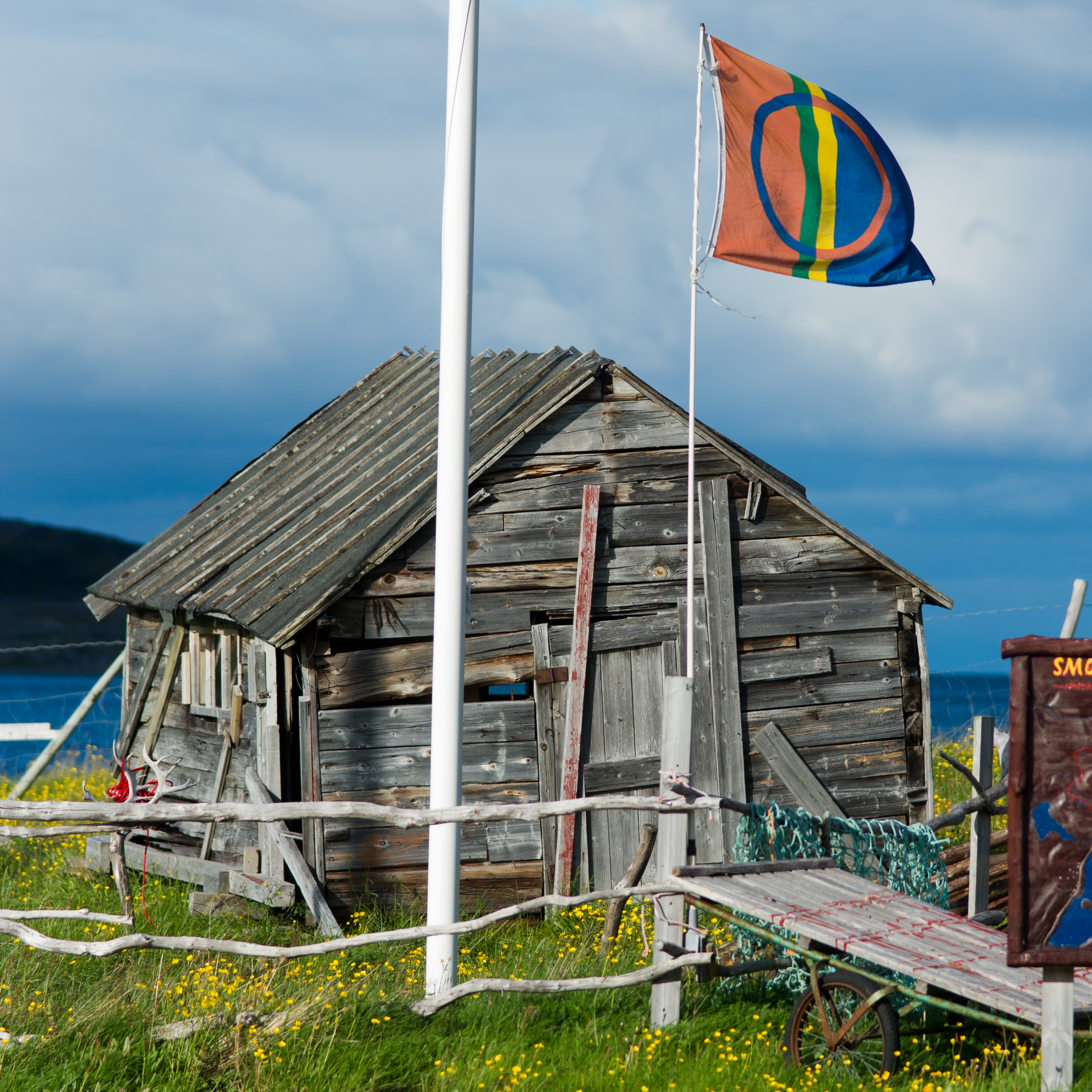
پرچم سامی در خارج از کابین در اهتزاز است

نخستین پرچم رسمی سامی در ۱۵ اوت ۱۹۸۶ توسط سیزدهمین کنفرانس نوردیک سامی در Åre، سوئد به رسمیت شناخته شد و افتتاح شد. این پرچم نتیجه مسابقه ای بود که توسط روزنامه سامی آیجی حمایت می‌شد و بیش از هفتاد پیشنهاد برای آن ارائه شد. در پایان، یک طرح جدید در برابر پرچم موجود و غیررسمی در نظر گرفته شد - و برنده شد. این طرح توسط هنرمند سامی ساحلی آسترید بال از ایوگوباتا/اسکیبوتن، در شهرستان ترومسا/ترومس، نروژ ارائه شده است.
ساختار اصلی نخستین پرچم سامی حفظ شد، اما باهل رنگ سبز را به آن اضافه کرد که در بسیاری از گاکت‌های سامی جنوبی محبوب است. این چهار رنگ از آن زمان به عنوان "رنگ‌های سامی (ملی)" شناخته می‌شوند. او همچنین یک موتیف برگرفته از نماد خورشید/ماه که بر روی طبل‌های بسیاری از شمن‌ها ظاهر می‌شود، اضافه کرد. در حالی که نقاشی‌های روی طبل‌های شمن فقط به رنگ قرمز (با استفاده از عصاره‌ای از درخت توسکا مقدس) ساخته شده‌اند، نقوش روی پرچم از هر دو رنگ آبی و قرمز استفاده می‌کند — اولی نشان‌دهنده ماه، دومی نشان‌دهنده خورشید است. فرمول رنگ پنتون استفاده شده عبارت است از: قرمز 485C، سبز 356C، زرد 116C و آبی 286C.

## نمادهای مرتبط

### پارلمان‌های سامی
لوگوی پارلمان سامی سوئد دارای دایره ای به چهار رنگ سامی است، در حالی که پارلمان سامی فنلاند دارای یک دایره و سه رنگ نخستین پرچم سامی است. لوگوی فعلی پارلمان سامی نروژ از عناصر پرچم استفاده نمی‌کند.

### املاک فینمارک
Finnmárkuopmodat، نهاد خودمختار تأسیس شده توسط قانون فینمارک دارای یک آرم است که طبق وب سایت این نهاد، «رنگ آن را از پرچم سامی و نروژ دریافت می‌کند، به عنوان نمادی که املاک فینمارک با سامی و Kvens مرتبط و مسئول احساس می‌کند. و همچنین نروژی‌های قومی [...] شکل دایره ای … هم به نماد خورشید پرچم سامی و هم به پوشش محکم و ایمن یک دایره اشاره دارد. [...] باز می‌شود تا چراغ‌های شمالی دروازه ای به رنگ‌های نروژی و پرچم سامی باشد.»

### ارگان‌های سامی روسی
شورای منتخب نمایندگان تام‌الاختیار سامی استان مورمانسک از نمادی استفاده می‌کند که به شدت از این پرچم الهام گرفته شده است: دو شاخ گوزن شمالی که مانند یک هلال به هم متصل شده‌اند، نیمه بالایی قرمز و نیمه پایینی آبی، بین دو نیمه دو راه راه به رنگ زرد و سبز قرار دارد. مرکز رسمی مردم بومی در استان مورمانسک، که تحت آن شورای رسمی مردمان بومی تحت حکومت [ایالتی] فعالیت می‌کند، از لوگویی نیز با الهام از پرچم استفاده می‌کند: دایره‌ای، نیمه سمت چپ آبی و نیمه راست قرمز، در مرکز که یک lávvu قهوه ای، یک خط آبی نماد آب، و یک خط چند رنگ نماد شفق قطبی است که رنگ‌های دومی از چپ به راست قرمز، زرد، سبز و آبی است.